# 오가와 마사키 (1975년)
오가와 마사키(일본어: 小川 雅己, 1975년 4월 3일 ~ )는 일본의 전 축구 선수이다.

## 구단 경력
과거 가시마 앤틀러스, 교토 퍼플 상가, 세레소 오사카, 쇼난 벨마레, 미토 홀리호크, 더스파 구사쓰, 츠바이겐 가나자와, FC 오사카에서 활동하였다.